# Battaglia di Mardia
La battaglia di Mardia, anche nota come battaglia di Campus Ardiensis, fu combattuta nel tardo 316 o agli inizi del 317, tra gli eserciti dei due imperatori romani rivali, Costantino I e Licinio.

## Contesto storico
Costantino, dopo aver battuto Licinio nella battaglia di Cibalae, ed aver conquistato l'importante centro di Sirmio, decise di ricostruire il ponte sulla Sava che il suo rivale aveva fatto distruggere per rallentarne la marcia. Inseguito Licinio fino in Tracia, giunse con il suo esercito nella pianura di fronte a Mardia (identificata con la moderna Harmanli in Bulgaria), dove Licinio si era accampato.

## La battaglia
La notte dell'arrivo di Costantino, quest'ultimo fece schierare le truppe ed ordinò ai soldati di prepararsi a combattere all'alba del giorno dopo. Quando Licinio si accorse che Costantino lo aveva raggiunto, fece uscire l'esercito dall'accampamento e lo schierò anch'egli. Durante il primo attacco gli eserciti, mantenendosi ad una certa distanza, si servirono degli arcieri, poi esauriti tutti i dardi si affrontarono nella mischia con lance, spade e pugnali in un corpo a corpo.
Costantino vinse la battaglia, anche se di misura (secondo Zosimo fu molto equilibrata fino a quando ad un segnale convenuto entrambi gli eserciti si ritirarono), ordinando ad un gruppo di cinquemila dei suoi uomini (che in precedenza erano stati inviati a seguire le mosse di Licinio) a conquistare un'altura: al momento opportuno, questi uomini attaccarono alle spalle le truppe di Licinio, causando gravi perdite al nemico. L'esercito di Licinio riuscì ad evitare una rotta rovinosa, disponendosi su due fronti e continuando a combattere fino all'arrivo della notte, quando poté sganciarsi con ordine dal nemico e rifugiarsi tra le montagne della Macedonia. Sembra, infatti, che molti furono i caduti da entrambe le parti.

## Conseguenze
Il 1º marzo 317, i due avversari firmarono una pace che prevedeva la cessione dell'Illirico a Costantino e l'esecuzione di Aurelio Valerio Valente, caesar di Licinio nominato subito prima della battaglia. La pace durò per sette anni fino al 324, quando i due contendenti tornarono a scontrarsi (una prima volta in Mesia ad Adrianopoli, poi nell'Ellesponto ed infine a Crisopoli), dove Costantino ebbe la meglio, diventando l'unico padrone del mondo romano, e giustiziando Licinio, reo di avere complottato una nuova rivolta nel 325.